# Weberbauerella brongniartioides
Weberbauerella brongniartioides är en ärtväxtart som beskrevs av Oskar Eberhard Ulbrich. Weberbauerella brongniartioides ingår i släktet Weberbauerella och familjen ärtväxter. Inga underarter finns listade i Catalogue of Life.